# Masters (Radsport)
Masters ist die Bezeichnung des Weltradsportverbands UCI für Senioren-Radsportler. Im Bereich des Bundes Deutscher Radfahrer (BDR) lautet die Bezeichnung Senior bzw. Seniorin.
Masters-Wettbewerbe werden in den Disziplinen Straße, Bahn, Cyclo-Cross, Mountainbike, Trial, Gravel, Mountainbike-Orienteering und BMX ausgetragen, als Welt-, Kontinental- oder nationale Meisterschaften sowie als Games oder Weltcup. Die ursprüngliche Idee zu Weltmeisterschaften für ältere Sportler kam von dem britischen Radsport-Funktionär Ian Emmerson, auf dessen Initiative hin seit 1995 offizielle UCI-Masters-Weltmeisterschaften durchgeführt werden. Die Sportler sind in neun Altersklassen bis über 70 Jahre aufgeteilt.

## Fahrer

### Internationale Klasseneinteilung
Nach dem Reglement der UCI gehören zu den Masters Fahrer, die 30 Jahre oder älter (alle Disziplinen bis auf Bahnradsport), bzw. 35 Jahre (Bahnradsport) sind und diesen Status wählen; sonst gehören sie wie alle anderen Radrennfahrer von 23 Jahren und älter der Kategorie Elite an. Um an Masters-Rennen teilnehmen zu können, dürfen sie kein Mitglied eines beim Weltradsportverband UCI registrierten Radsportteams sein und im laufenden Jahr nicht an Olympischen Spielen oder internationalen UCI-Elite-Rennen (z. B. im Straßenradsport die Weltmeisterschaften der Elitekategorie, die Rennen der UCI WorldTour und der UCI Continental Circuits) teilgenommen haben.

### Klasseneinteilung im Bereich des BDR
Im Bereich des BDR werden nicht die international gültigen, in 5-Jahres-Gruppen gebildeten Altersgrenzen angewandt, sondern jeweils 10 Jahrgänge zusammengefasst. Entscheidend ist hierbei das Kalenderjahr, in dem die Person das entsprechende Alter erreichen wird. Die früheren Bezeichnungen als Senioren 1–4 wurden der internationalen Nomenklatur angepasst und lauten nun Masters 1, Masters 2, Masters 3, Masters 4 oder Masters Frauen.
| Alter nach Jahrg. | Klasse BDR |
| 30 – 39           | Masters 1  |
| 40 – 49           | Masters 2  |
| 50 – 59           | Masters 3  |
| 60 und älter      | Masters 4  |

Die Teilnahme der Masters an nationalen Rennen der Kategorie Elite wird von den nationalen Radsportverbänden unterschiedlich geregelt. Im Bereich des BDR gilt folgendes:
Fahrer, die der Kategorie Masters 1 oder 2 angehören, können zwischen den Klassen Amateure und Masters wählen. Diese Wahl wird auf dem Wege der Lizenzbeantragung vollzogen, ist aber für die Teilnahme an Rennen lediglich bei Meisterschaften relevant und nur für Masters 2 (Masters 1-Rennen gibt es in Deutschland nicht, Masters 4 sind grundsätzlich bei Amateurrennen nicht startberechtigt). Fahrer der internationalen Kategorie Masters 1 starten im nationalen Bereich grundsätzlich in der Klasse Amateure.

## Rennen

### Straßenradrennsport
Seit 2011 werden die Weltmeistertitel für Masters im Straßenradsport im Rahmen der UCI Gran Fondo World Series vergeben. Um am jeweiligen Finale der Masters-Weltmeisterschaften teilnehmen zu dürfen, muss zuvor eine Qualifikation erlangt werden, indem entweder bei einem der etwa 25–30 auf verschiedene Länder und Kontinente verteilten Qualifikationsrennen eine Platzierung unter den besten 25 % der jeweiligen Altersklasse erreicht wurde. Zusätzlich gelten die jeweiligen Titelverteidiger und Titelverteidigerinnen sowie alle nationalen Meister und Meisterinnen als qualifiziert. In den Finalläufen gibt es jeweils eine Weltmeisterschaft im Straßenrennen sowie im Einzelzeitfahren, seit 2019 auch zwischen den in gemischter Staffel („mixed team relay“) zusammengesetzten Nationalmannschaften.
Bis 2010 fanden die Masters-Weltmeisterschaften im Straßenradsport in Sankt Johann in Tirol statt. 2011 wurde eine eigene Organisation, die World Masters Cycling Federation (WMCF) gegründet. Ziel und Zweck dieser Organisation ist es, die Masters-Rennen der Straßenfahrer in St. Johann in Tirol zu erhalten. Bei den dortigen Straßenrennen geht es bis zur Altersklasse +80, an der 2011 z. B. 25 Fahrer teilnahmen, darunter in früheren Jahren erfolgreiche Fahrer wie der Deutsche Willi Hochgeschurtz, der in den 1950er Jahren bei den deutschen Meisterschaften im Sprint mehrfach Podiumsplätze belegte.

### Bahnradrennsport
Die Masters-Weltmeisterschaften im Bahnradsport fanden bis 2006 ausschließlich im Manchester Velodrome statt und kehrten 2011 dorthin zurück, nachdem sie viermal an anderen Orten ausgetragen wurden, u. a. im portugiesischen Anadia.